# Zlatićevo
Zlatićevo (en serbe cyrillique : Златићево) est un village de Serbie situé dans la municipalité de Vlasotince, district de Jablanica. Au recensement de 2011, il comptait 83 habitants.

## Démographie
| 1948 | 1953 | 1961 | 1971 | 1981 | 1991 | 2002 | 2011 |
| ---- | ---- | ---- | ---- | ---- | ---- | ---- | ---- |
| 305  | 309  | 326  | 459  | 349  | 315  | 200  | 83   |

|  |